# نيكولا دالمونتي
نيكولا دالمونتي (بالإيطالية: Nicola Dal Monte)‏ (13 سبتمبر 1997 برافينا في إيطاليا - ) هو لاعب كرة قدم إيطالي في مركز الهجوم. شارك مع منتخب إيطاليا تحت 17 سنة لكرة القدم ومنتخب إيطاليا تحت 18 سنة لكرة القدم. أما مع النوادي، فقد لعب مع نادي تشيزينا.

## وصلات خارجية
- نيكولا دالمونتي على موقع قاعدة بيانات كرة القدم.إي يو (الإنجليزية)
- نيكولا دالمونتي على موقع Soccerbase.com (لاعب) (الإنجليزية)
- نيكولا دالمونتي على موقع Soccerway.com (الإنجليزية)